# Cyornis stresemanni
Cyornis montanus (джунглівниця сумбанська) — вид горобцеподібних птахів родини мухоловкових (Muscicapidae). Ендемік Індонезії.

## Таксономія
Сумбанська джунглівниця раніше вважалася підвидом флореської джунглівниці, однак була визнана окремим видом в 2021 році<.

## Поширення і екологія
Сумбанські джунглівниці живуть в гірських тропічних лісах острова Сумба на висоті від 370 до 1500 м над рівнем моря.